# Церовац (Шабац)
Церовац је насеље у Србији у општини Шабац у Мачванском округу. Према попису из 2022. било је 374 становника.

## Демографија
У насељу Церовац живи 378 пунолетних становника, а просечна старост становништва износи 41,4 година (39,4 код мушкараца и 43,3 код жена). У насељу има 142 домаћинства, а просечан број чланова по домаћинству је 3,37.
Ово насеље је великим делом насељено Србима (према попису из 2002. године), а у последња три пописа, примећен је пораст у броју становника.
|  |

| Демографија | Демографија | Демографија |
| Година      | Становника  | Становника  |
| ----------- | ----------- | ----------- |
| 1948.       | 487         |             |
| 1953.       | 521         |             |
| 1961.       | 493         |             |
| 1971.       | 438         |             |
| 1981.       | 445         |             |
| 1991.       | 478         | 464         |
| 2002.       | 479         | 490         |

| Етнички састав према попису из 2002.‍ | Етнички састав према попису из 2002.‍ | Етнички састав према попису из 2002.‍ | Етнички састав према попису из 2002.‍ | Етнички састав према попису из 2002.‍ |
| ------------------------------------ | ------------------------------------ | ------------------------------------ | ------------------------------------ | ------------------------------------ |
|                                      |                                      |                                      |                                      |                                      |
| Срби                                 | Срби                                 |                                      | 475                                  | 99,16%                               |
| непознато                            | непознато                            |                                      | 4                                    | 0,83%                                |

| Година пописа     | 1948. | 1953. | 1961. | 1971. | 1981. | 1991. | 2002. |
| ----------------- | ----- | ----- | ----- | ----- | ----- | ----- | ----- |
| Број домаћинстава | 111   | 116   | 115   | 111   | 113   | 128   | 142   |

| Број чланова      | 1  | 2  | 3  | 4  | 5  | 6 | 7 | 8 | 9 | 10 и више | Просек |
| ----------------- | -- | -- | -- | -- | -- | - | - | - | - | --------- | ------ |
| Број домаћинстава | 21 | 35 | 24 | 22 | 22 | 9 | 8 | 1 | 0 | 0         | 3,37   |

| Пол    | Укупно | Неожењен/Неудата | Ожењен/Удата | Удовац/Удовица | Разведен/Разведена | Непознато |
| ------ | ------ | ---------------- | ------------ | -------------- | ------------------ | --------- |
| Мушки  | 188    | 41               | 131          | 9              | 7                  | 0         |
| Женски | 204    | 20               | 131          | 43             | 9                  | 1         |
| УКУПНО | 392    | 61               | 262          | 52             | 16                 | 1         |

| Пол    | Укупно                    | Пољопривреда, лов и шумарство | Рибарство                            | Вађење руде и камена | Прерађивачка индустрија       |
| ------ | ------------------------- | ----------------------------- | ------------------------------------ | -------------------- | ----------------------------- |
| Мушки  | 113                       | 65                            | 0                                    | 0                    | 28                            |
| Женски | 68                        | 47                            | 0                                    | 0                    | 10                            |
| УКУПНО | 181                       | 112                           | 0                                    | 0                    | 38                            |
| Пол    | Производња и снабдевање   | Грађевинарство                | Трговина                             | Хотели и ресторани   | Саобраћај, складиштење и везе |
| Мушки  | 5                         | 2                             | 3                                    | 1                    | 3                             |
| Женски | 0                         | 0                             | 2                                    | 0                    | 1                             |
| УКУПНО | 5                         | 2                             | 5                                    | 1                    | 4                             |
| Пол    | Финансијско посредовање   | Некретнине                    | Државна управа и одбрана             | Образовање           | Здравствени и социјални рад   |
| Мушки  | 0                         | 0                             | 3                                    | 1                    | 2                             |
| Женски | 0                         | 0                             | 2                                    | 1                    | 5                             |
| УКУПНО | 0                         | 0                             | 5                                    | 2                    | 7                             |
| Пол    | Остале услужне активности | Приватна домаћинства          | Екстериторијалне организације и тела | Непознато            | Непознато                     |
| Мушки  | 0                         | 0                             | 0                                    | 0                    | 0                             |
| Женски | 0                         | 0                             | 0                                    | 0                    | 0                             |
| УКУПНО | 0                         | 0                             | 0                                    | 0                    | 0                             |

## Галерија
- Залазак сунца у Церовцу
- Гробље
- Земљорадничка задруга
- Зграда основне школе
- Зграда МЗ и задруге
- Зграда четворазредне школе